# La Vierge au sac (Le Pérugin)
Pour les articles homonymes, voir La Vierge au sac.

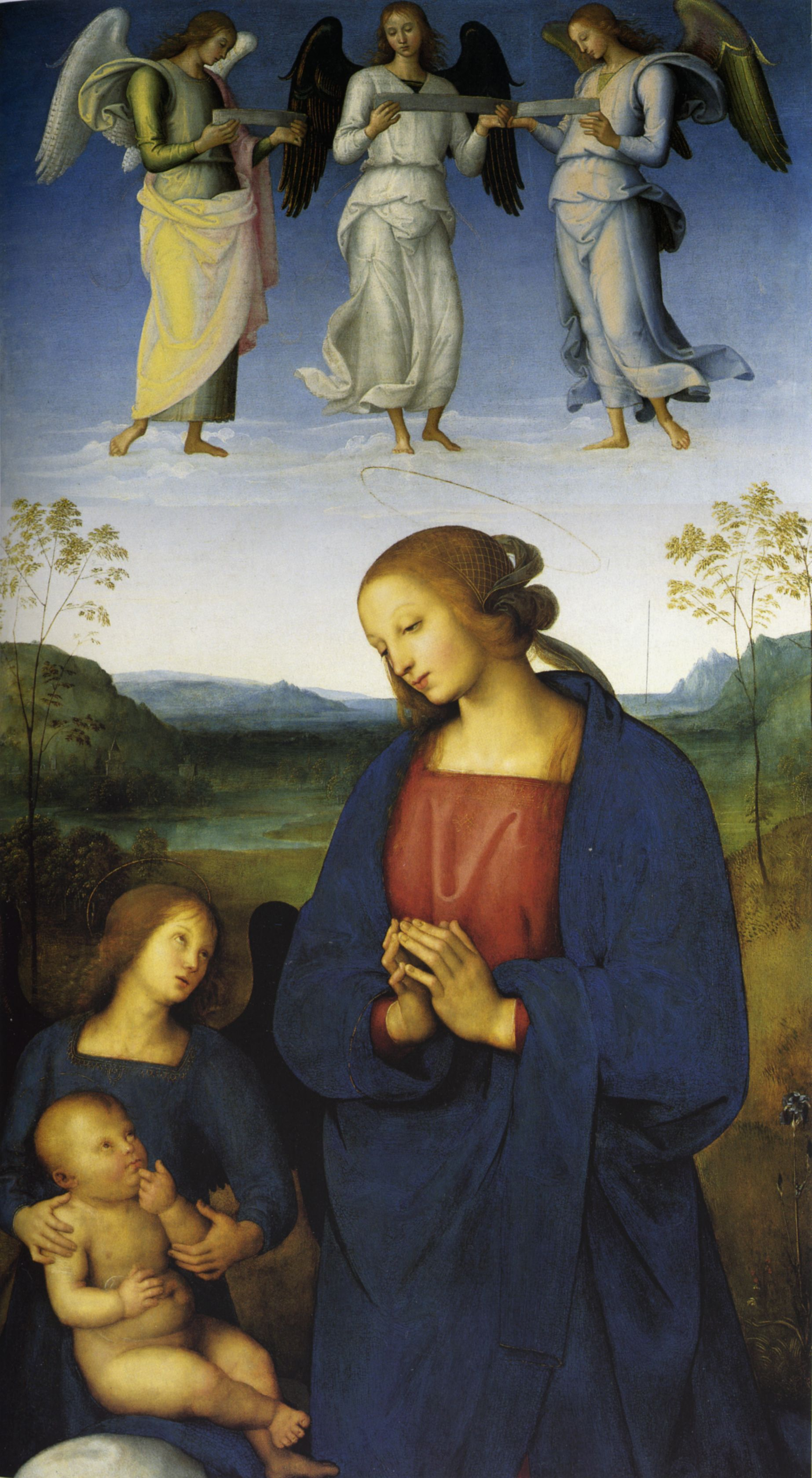
Panneau central du Polyptyque de la Chartreuse de Pavie

La Vierge au sac (en italien : Madonna del Sacco et plus simplement descriptif Madonna con Bambino con San Giovannino e un angelo) est une peinture religieuse à l'huile sur bois du Pérugin, datant de 1495 - 1500 environ, conservée à la Galerie Palatine à Florence.

## Histoire
La critique récente considère que ce tableau est une réplique de la main même du Pérugin de la Vierge du Polyptyque de la chartreuse de Pavie .

## Thème
L'œuvre reprend la représentation récurrente dans la peinture chrétienne de la Vierge à l'Enfant (ou Madone), présentant la Vierge Marie avec l'Enfant Jésus ici en présence d'un ange et du petit saint Jean Baptiste.
Un objet particulier présent dans la représentation personnalise la dénomination sans que le sens s'en trouve pour autant explicité. Ici le sac serait une allusion à un saccage (« un sac ») perpétré dans la ville, ou au sac de blé ramené pendant le retour de la Fuite en Égypte.

## Description
La Vierge est campée au centre parée de ses traditionnelles couleurs rouge et bleu, priant agenouillée et les mains jointes. Son regard mélancolique s'abaisse vers un sac blanc en partie couvert par son manteau et sur lequel est assis l'Enfant soutenu par un ange qui semble l'interroger du regard. L'Enfant aussi regarde Marie. Derrière la Vierge, légèrement en arrière et à droite, le petit saint Jean-Baptiste, nu, le regard baissé, prie agenouillé, équilibrant symétriquement la scène ; il porte le regard également vers le sac.
La Vierge, dominant par sa taille, sa position centrale et légèrement avancée, remplit le tableau sur toute la hauteur et occupe une surface importante d'une scène d'un schéma simple et harmonieux, ordonné selon les règles de la symétrie avec des correspondances rythmiques confortées par les inclinaisons des têtes.
L'artiste utilise avec parcimonie des éléments décoratifs comme la manche gauche de l'habit de la Vierge, décoré d'arabesques et la coiffure très élaborée rassemblée sur la nuque sous un voile, rendant l'œuvre plaisante, bien composée et exprimant une parfaite harmonie.
Le paysage est typique du style du Pérugin avec une série de monts et collines ponctuées d'arbrisseaux qui se dégrade dans le lointain selon les règles de la Perspective atmosphérique, rendant l'espace ample et profond.

## Analyse
Le tableau est stylistiquement proche de l'effigie de Marie, inspiré par celui de Chiara Fancelli, l'épouse du Pérugin, des autres œuvres contemporaines comme La Vierge à l'Enfant et la Vierge du Polyptyque de la chartreuse de Pavie.
Le rouge représente la Passion du Christ et le bleu l'Église. Dans la Madone est sous-entendu l'union de (notre mère) l'église par le sacrifice de son fils.